# La Tourasse (Rieux-Volvestre)
Pour les articles homonymes, voir La Tourasse.
La Tourasse est un bâtiment français situé à Rieux-Volvestre, dans la Haute-Garonne.
Elle fait l'objet d'une protection au titre des monuments historiques.

## Localisation

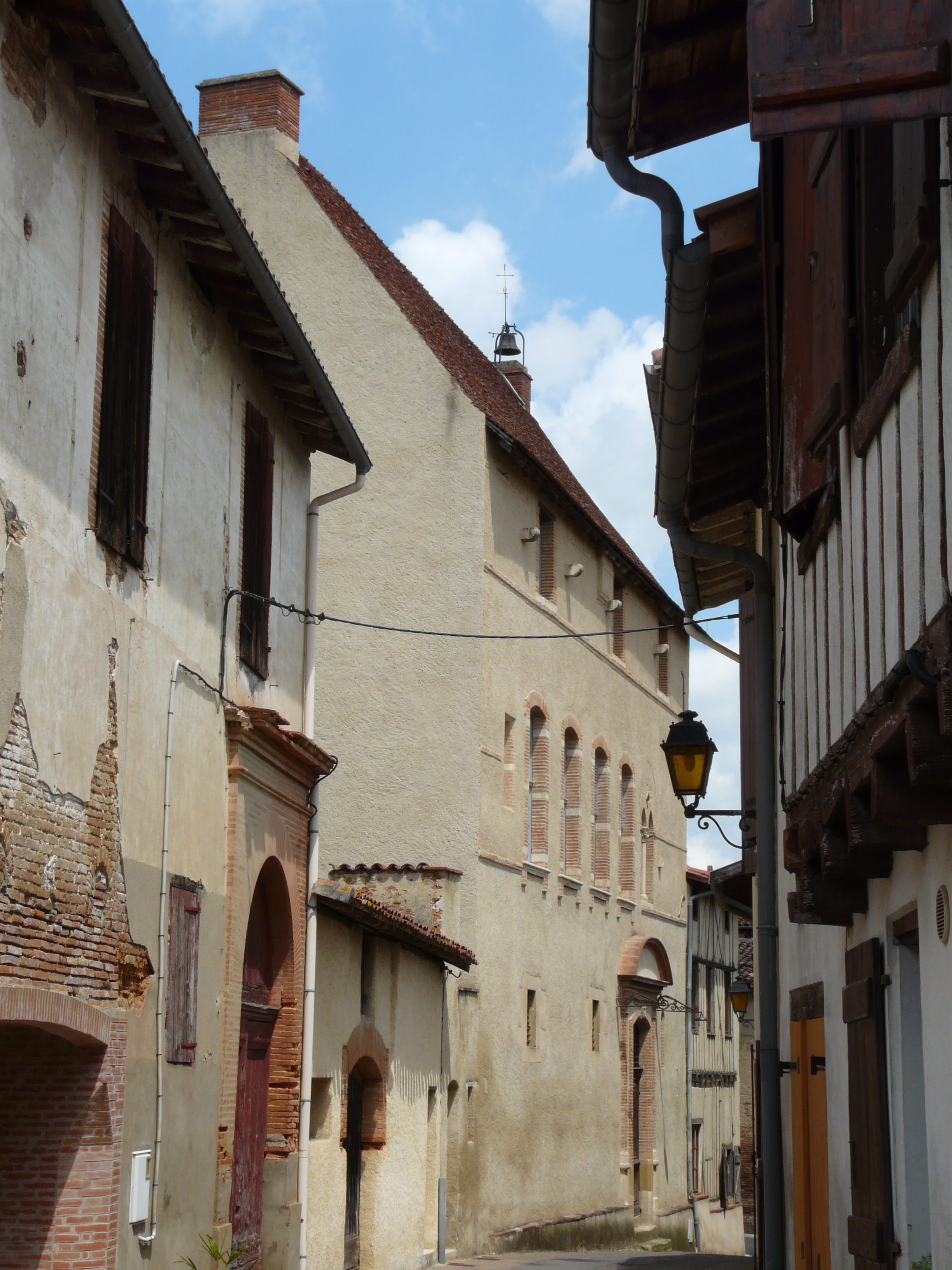
La rue de Salles et l'immeuble de la Tourasse, au fond.

La Tourasse se situe rue de Salles, à Rieux-Volvestre dans la Haute-Garonne.

## Historique
La Tourasse est le nom d'un immeuble correspondant à une ancienne tour du XIIIe siècle. La cité de Rieux l'achète à la famille de Marquefave en 1517, Elle sert d'hôtel de ville jusqu'à la Révolution, puis est ensuite transformée en prison jusqu'à la fin du XIXe siècle.
Au XXe siècle, ses locaux sont aménagés en salle de théâtre, puis en salle de cinéma. Elle est inscrite au titre des monuments historiques le 23 juillet 1990.
En 2011, un nouveau projet de salle de théâtre est envisagé pour le bâtiment.
En 2012, l'association Tour'Art collectif a mis en place un festival de théâtre régional, pendant le mois d'août afin de faire de ce monument historique un lieu d'échange des différents patrimoines artistiques (danse, théâtre, chant).

## Architecture
Orienté est-ouest le long de la rue de Salles et de plan rectangulaire, l'immeuble compte deux étages au-dessus du rez-de-chaussée. Son pignon oriental conserve encore la cloche de la ville. Son portail du XVIIe ou XVIIIe siècle est surmonté d'un fronton curviligne.

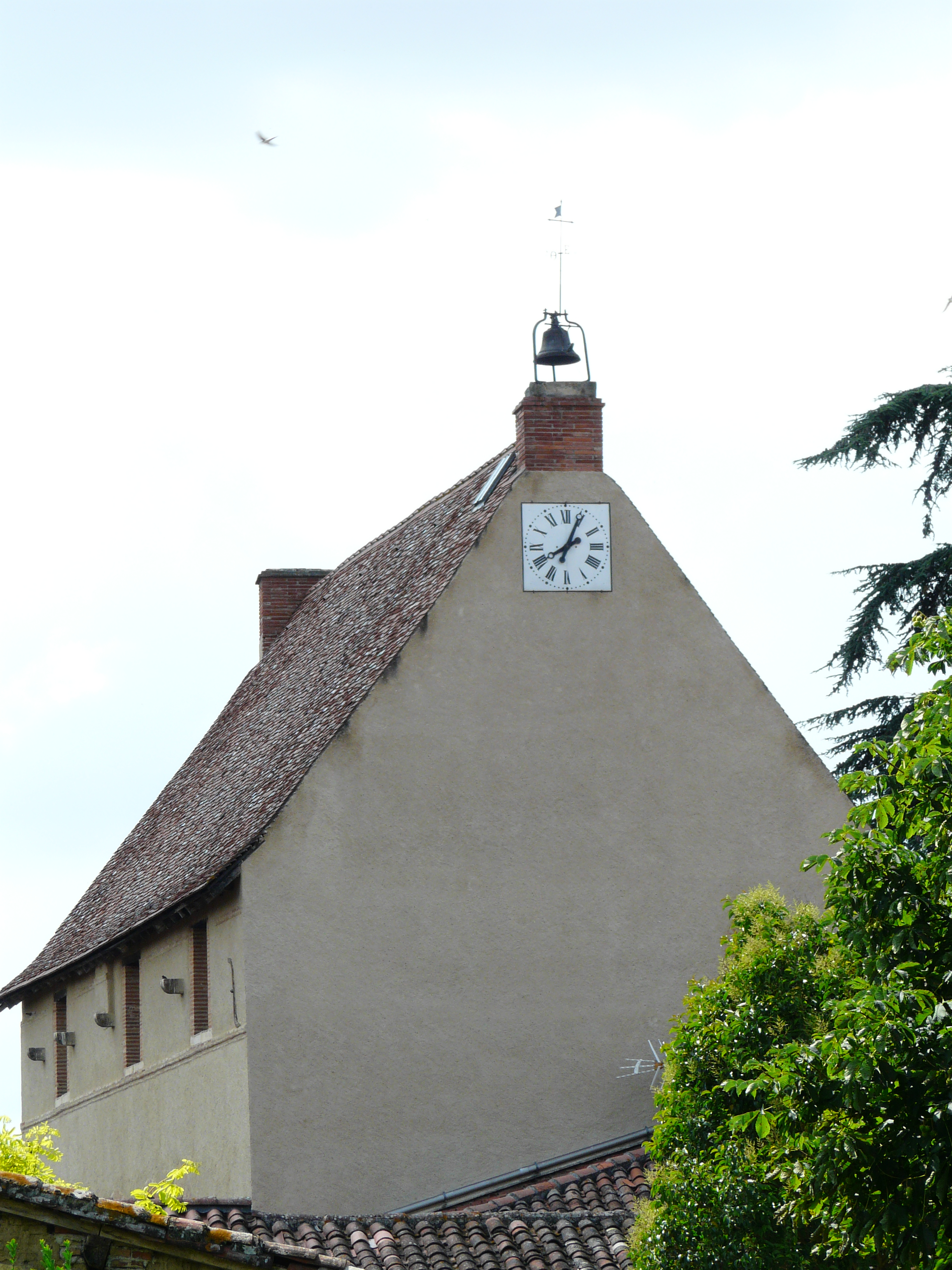
Le pignon oriental.
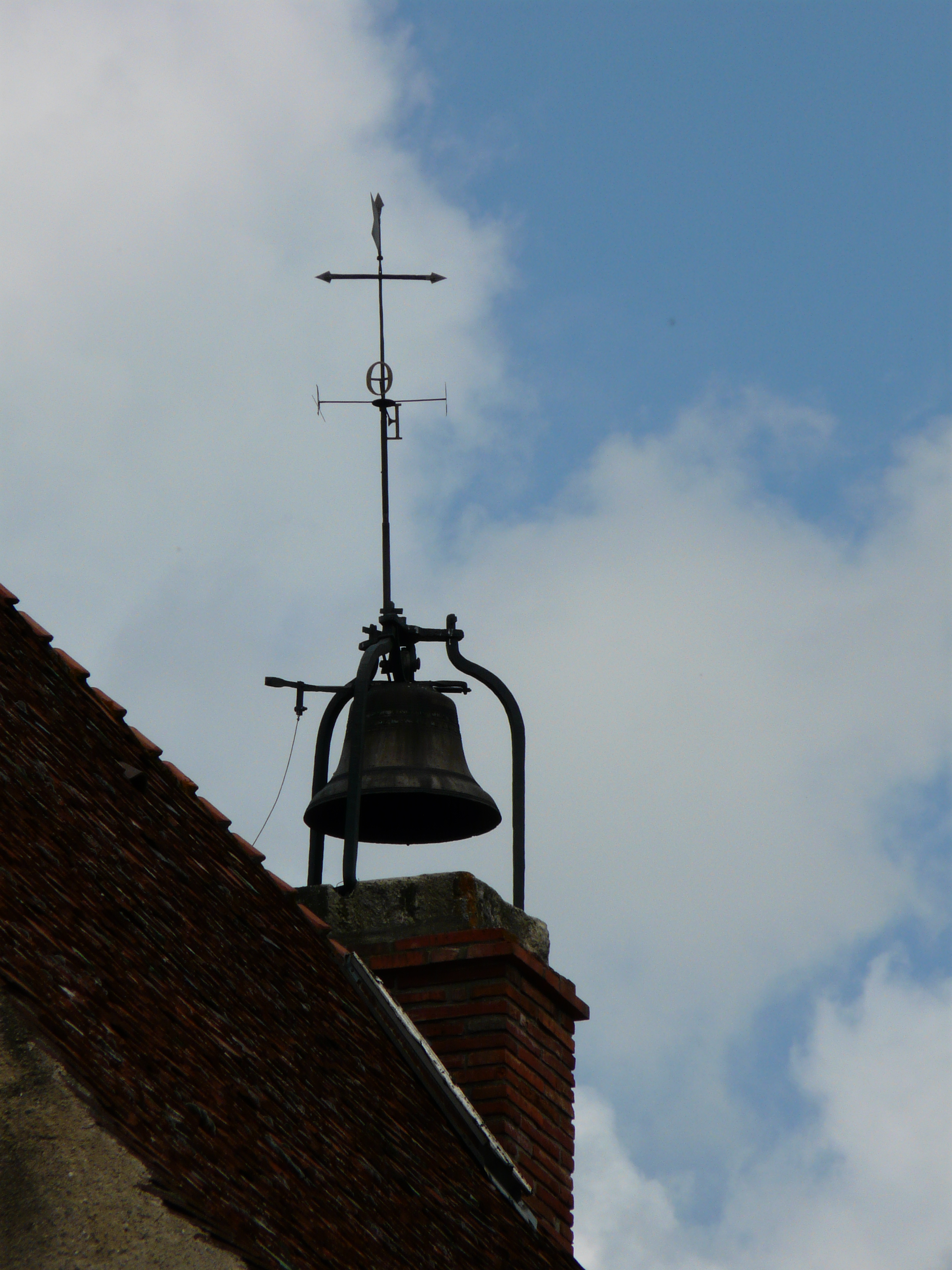
L'ancienne cloche de la ville.
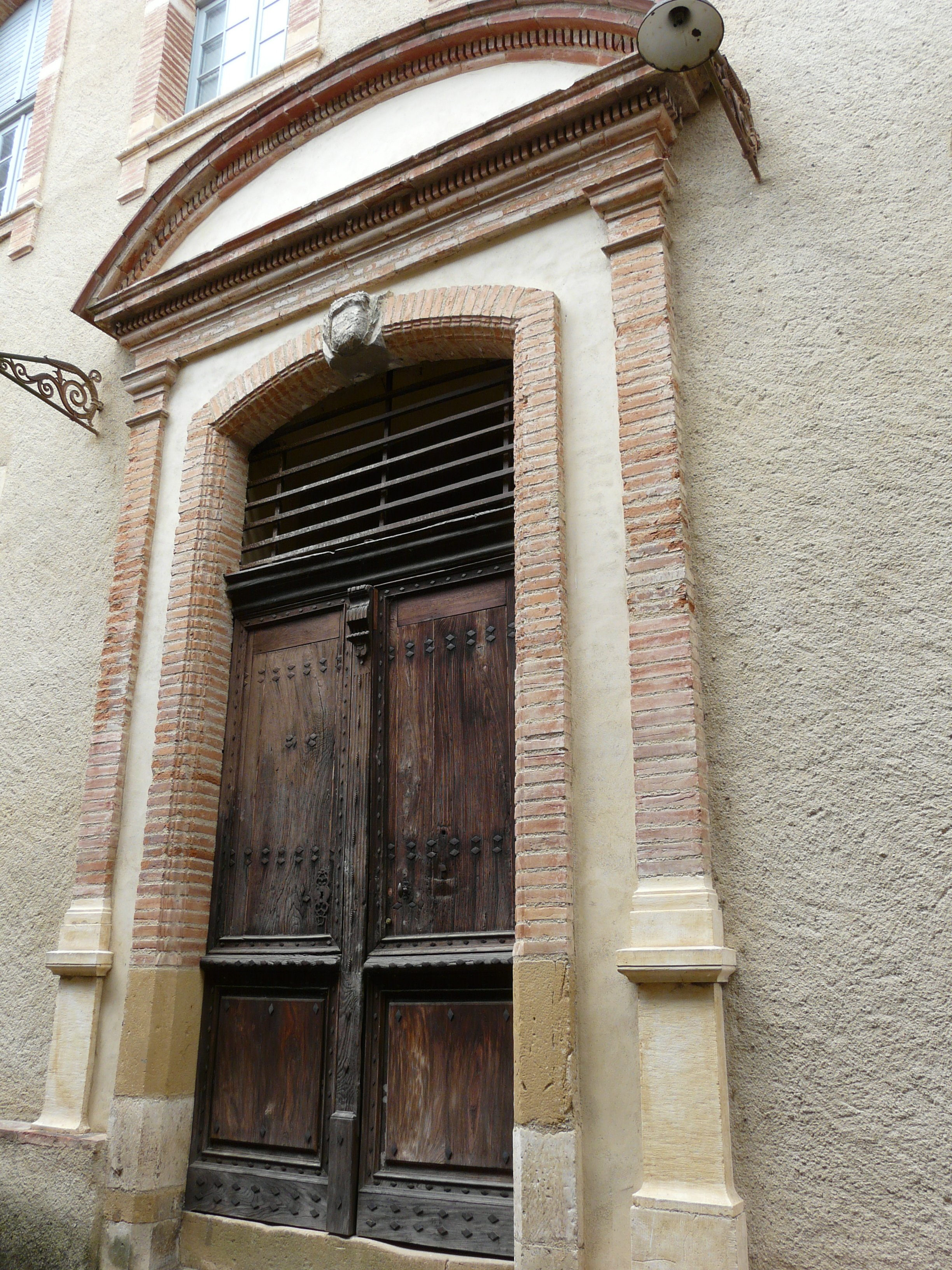
Le portail.
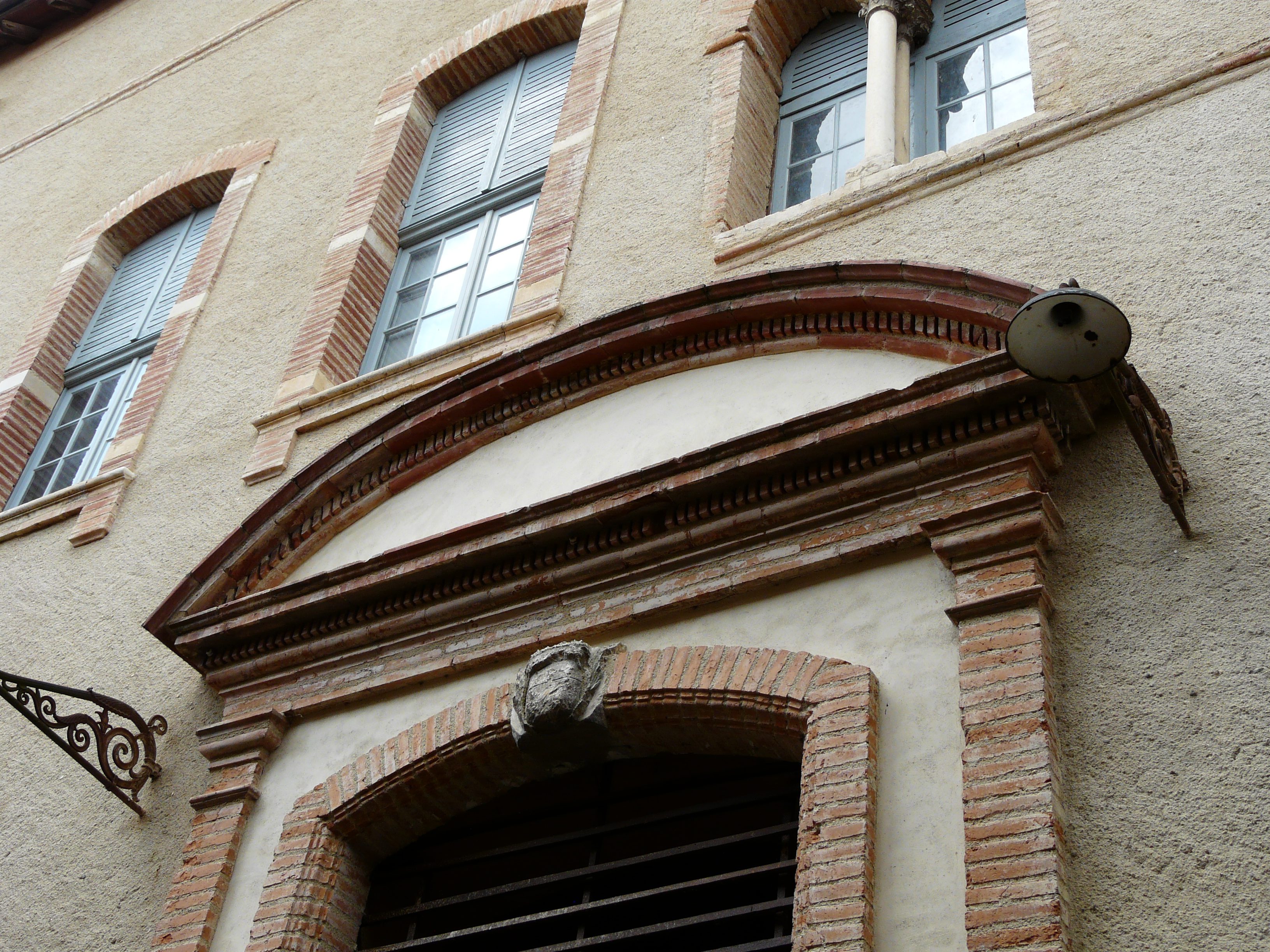
Le fronton du portail.